# خاركيف
خاركيف (بالأوكرانية: Ха́рків) المعروفة أيضًا باسم خاركوف (الروسية: Харькoв) هي ثاني أكبر مدينة وبلدية [الإنجليزية]
 في أوكرانيا من ناحية المساحة وعدد السكان، وهي أكبر مركز صناعي وعلمي وثقافي والمركز الإداري لخاركيف أوبلاست (مقاطعة خاركيف).
تأسست خاركيف في عام 1654 كحصن خاركيف ، وبعد هذه البدايات المتواضعة، نمت لتصبح مركزًا رئيسيًا للصناعة والتجارة والثقافة الأوكرانية في الإمبراطورية الروسية . في بداية القرن العشرين ، كانت المدينة ذات غالبية روسية من حيث عدد السكان ، ولكن بعد سياسة الحكومة السوفيتية المتمثلة في الأكرنة، أصبحت المدينة مأهولة بشكل رئيسي من قبل الأوكرانيين مع عدد كبير من الروس. كانت خاركيف أول عاصمة للجمهورية الاشتراكية السوفياتية الأوكرانية، من ديسمبر 1919 إلى يناير 1934، وبعد ذلك انتقلت العاصمة إلى كييف.
يزيد عدد سكان هذه المدينة على مليون نسمة. يوجد في المدينة حوالي 700 نصب تذكاري، متاحف، ومسارح وقاعات عرض. أما أنفاق المترو (قطارات تحت الأرض) والتي يعود فن معماريتها إلى أنفاق موسكو، فهي ابرز ملامح هذه المدينة. ومدينة خاركيف هي أكبر مدينة طلابية، حيث يوجد فيها أكثر من 40 معهد تعليمي عالي. وتْعد من المناطق الباردة نسبيا وقد تتدنى درجات الحرارة إلى الثلاثين تحت الصفر في الشتاء ولكن الجو ممتاز صيفا وهناك جالية عربية كبيرة وخاصة من الأردن والعراق وفلسطين ولبنان وسوريا ودول المغرب العربي والقليل من دول الخليج العربي كما يوجد هناك الكثير من الأنهار والبحيرات والحدائق والكثير من المنتجعات السياحية والغابات الجميلة.

## تاريخ المدينة

### المبكر
تعود القطع الأثرية الثقافية إلى العصر البرونزي، بالإضافة إلى تلك التي تعود إلى المستوطنين السكثيين والسارماتيين اللاحقي. كان الموقع جزءًا من منطقة حضارة تشيرنياخوف [الإنجليزية]
 خلال القرنين الثاني والسادس. كانت قلعة الخزر في سالتوفو العلوية (من القرنين الثامن إلى العاشر) على بعد حوالي 25 ميلاً شرق موقع المدينة الحديثة، بالقرب من ستاري سالتيف. خلال القرن الثاني عشر، كانت جزءًا من أراضي الكومان.
تأسست القلعة على أيد النازحين من الحرب التي حدثت في الضفة اليُمنى من أوكرانيا [الإنجليزية]
 في عام 1654 (انظر انتفاضة شميلنكي). تجمع النازحون من الحرب عند التقاء نهر لوبان ونهر خاركيف حيث كانت توجد مستوطنة مهجورة. وفقًا لوثائق الأرشيف، كان زعيم المستوطنين عثمان إيفان كريفوشليك . السنوات التي سبقت كانت المنطقة ذات كثافة سكانية منخفضة من هتمانات القوزاق.
سميت القلعة على اسم نهر خاركيف. هناك تأصيل شعبي الاسم، حيث يربط اسم كل من المدينة والنهر بمؤسس القوزاق الأسطوري المسمى خاركو  (شكل تصغير لاسم خاريتون [الإنجليزية]
، (بالأوكرانية: Харитон)، أو زكريا [الإنجليزية]
، (بالأوكرانية: Захарій)). أثبت ياروسلاف رودنيتسكي [الإنجليزية]
 في الخمسينيات من القرن الماضي أن اسم النهر قد قُرر قبل تأسيس القلعة في أواخر القرن السادس عشر.

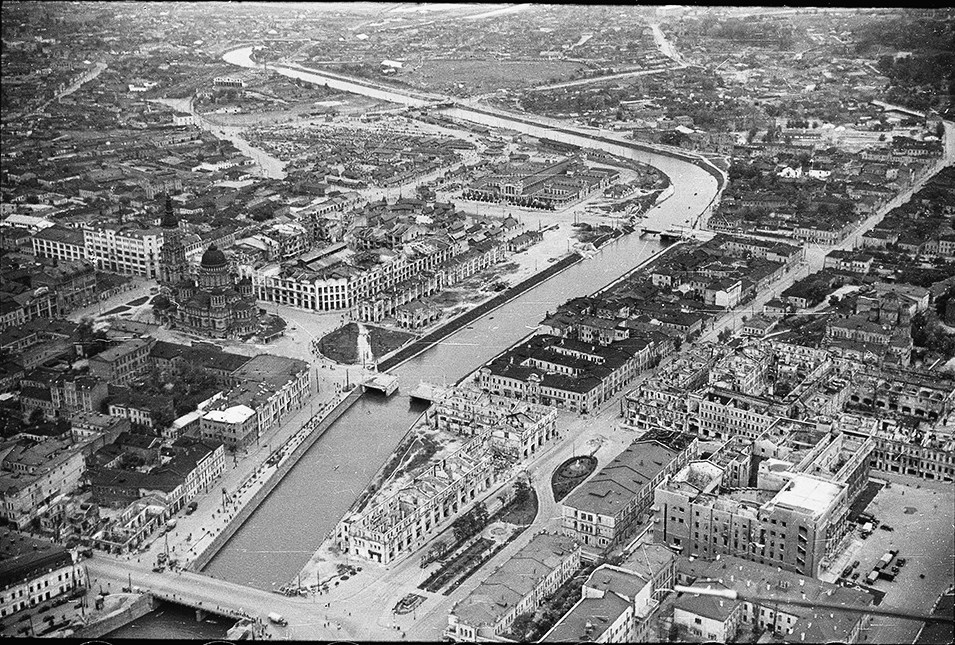
منظر لمركز خاركيف عام 1941.

في البداية كانت المستوطنة تتمتع بالحكم الذاتي تحت سلطة مقاطعة فويفود [الإنجليزية]
 من تشوهويف [الإنجليزية]
 التي تبعد بـ 40 كيلومتر (25 ميل) إلى الشرق. كان أول فويفود معين من موسكو هو فوين سيليفونتوف في عام 1656 الذي بدأ في بناء أوستروغ [الإنجليزية]
 محلي (حصن). في ذلك الوقت، كان عدد سكان خاركيف يزيد قليلاً عن الألف، نصفهم من القوزاق المحليين، بينما أحضر سيليفونتوف حامية في موسكو قوامها 70 جنديًا آخر.

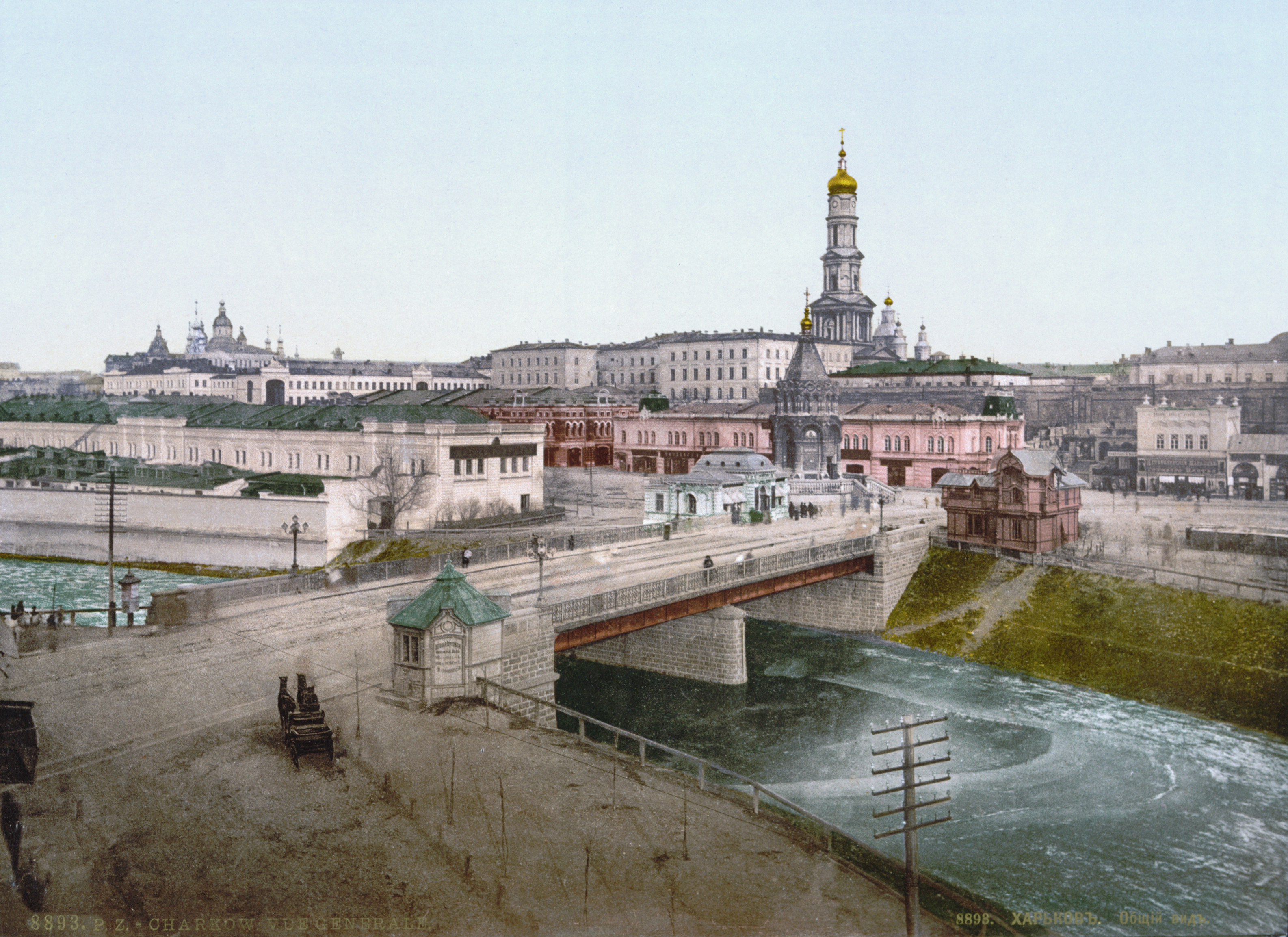
منظر لمدينة خاركيف من القرن التاسع عشر ويهيمن برج جرس كاتدرائية الصعود على الأفق.

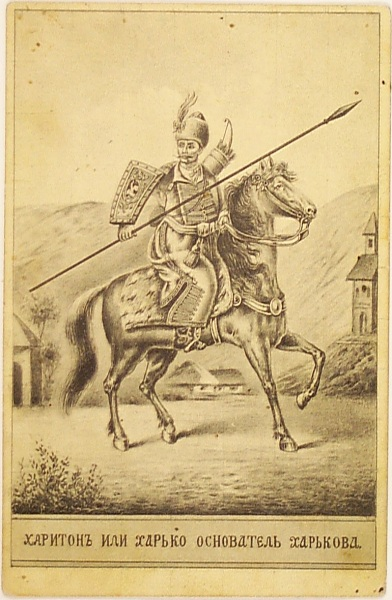
تصوير المؤسس الأسطوري "خاريتون أو خاركو" (بطاقة بريدية من فترة الإمبراطورية الروسية ، حوالي 1890)

استبدل أول فويفود في خاركيف في غضون عامين بعد الشكوى المستمرة من أن السكان المحليين رفضوا التعاون في بناء الحصن. أصبحت خاركيف أيضًا مركزًا لفوج قوزاق سلوبودا المحلي حيث كانت المنطقة المحيطة بقلعة بيلغورود معسكرة بشدة. مع إعادة توطين الأوكرانيين للمنطقة، أصبحت المنطقة تُعرف باسم سلوبودا أوكرانيا [الإنجليزية]
، والتي ضُمن معظمها تحت ولاية رازرياد برايكاز [الإنجليزية]
 (التعيين العسكري) برئاسة مسؤول محلي من بيلغورود. بحلول عام 1657، كان لمستوطنة خاركيف حصن مع ممرات تحت الأرض.
في عام 1658 عُيّن إيفان أوفروسيموف في منصب فويفود الجديد، الذي عمل على إجبار السكان المحليين على تقبيل الصليب لإظهار الولاء للقيصر الروسي. رفض السكان المحليون بقيادة الأتامان إيفان كريفوشليك. ومع ذلك، مع انتخاب الأتامان الجديد تيميش لافرينوف، أرسل المجتمع (hromada) طلبًا إلى القيصر لإنشاء سوق صعود محلي، موقعة من عمداء [الإنجليزية]
 كنائس خاركيف ( كاتدرائية الصعود [الإنجليزية]
 وكنائس أبرشية البشارة والثالوث). كانت العلاقات مع تشوهيف [الإنجليزية]
 المجاورة في بعض الأحيان غير ودية وغالبًا ما يتم تهدئة حججهم بالقوة. مع تعيين فويفود الثالث،فاسيلي سوكوتين، تم الانتهاء بالكامل من بناء قلعة المدينة.
في هذه الأثناء ، أصبحت خاركيف مركز سلوبودا لأوكرانيا.

### قلعة خاركيف

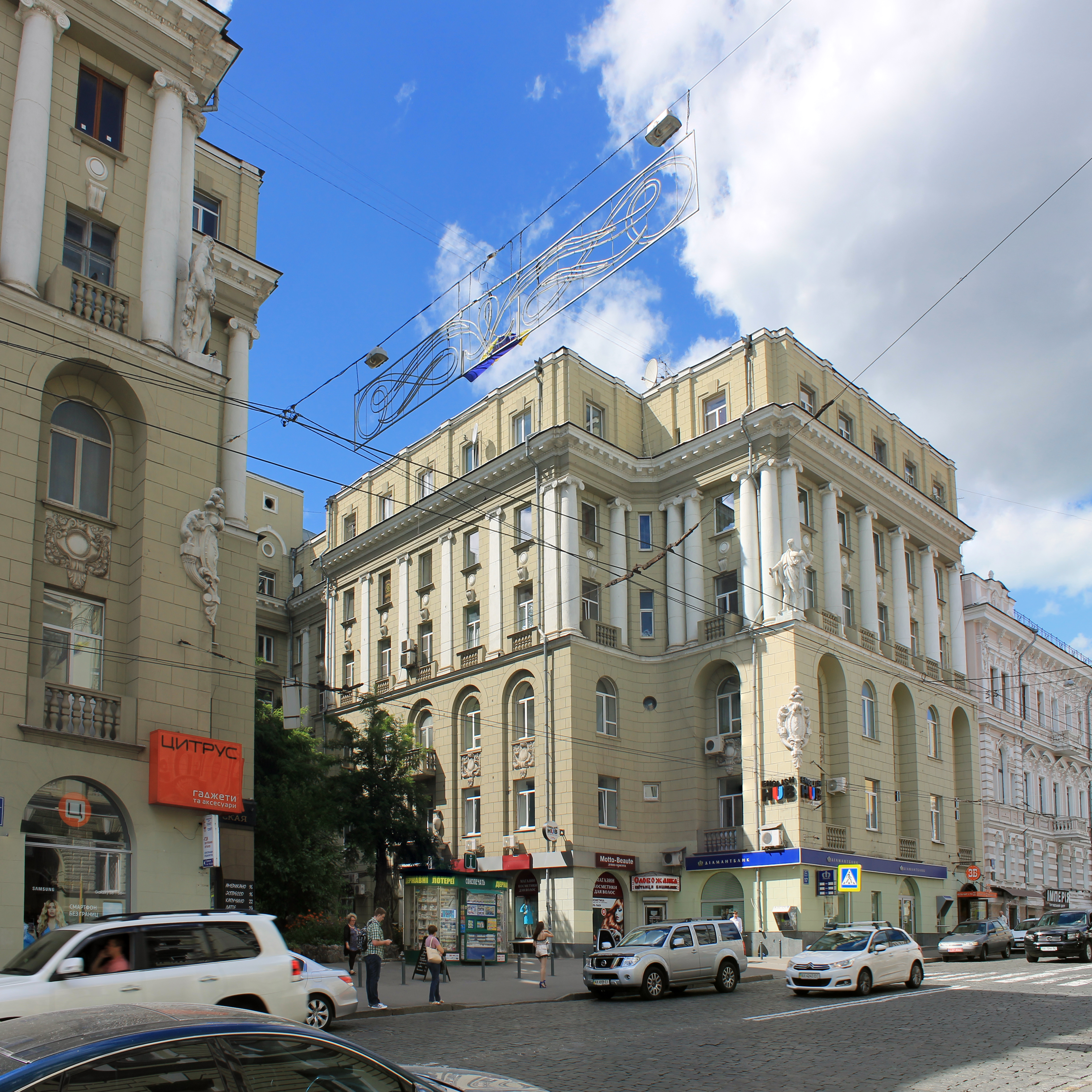
شارع سومسكا هو الطريق الرئيسي لخاركيف

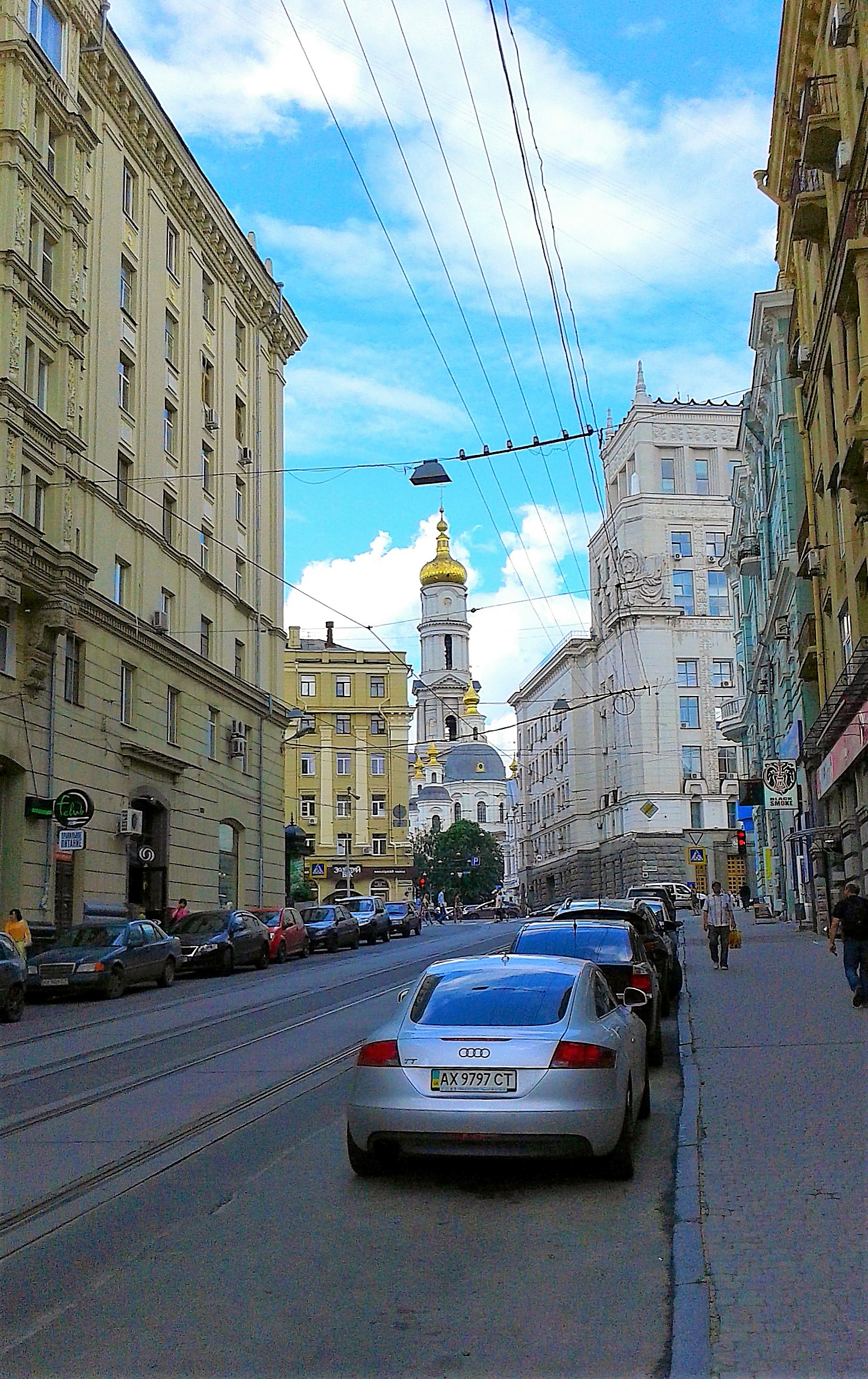
منظر لكاتدرائية الصعود المقدس الأرثوذكسية في خاركيف

أقيمت قلعة خاركيف حول كاتدرائية الصعود [الإنجليزية]
 وكانت قلعتها في جامعة هيل. كانت بين شوارع اليوم: فليتسيا كفيتكي أوسنوفياننكو، ساحة الدستور، ساحة روز لوكسمبورغ، ساحة البروليتاريا، ونزول الكاتدرائية. كان للقلعة 10 أبراج: برج تشوهويفسكا وبرج موسكوفسكا وبرج فيستوفسكا وبرج تاينيتسكا وبرج ركن لوبانسكا وبرج ركن خاركيفسكا وغيرها. وكان أعلاها هو فيستوفسكا، حيث بلغ طوله حوالي 16 متر (52 قدم)، بينما كان أقصرها تاينتسكا الذي يحتوي على بئر سري بعمق 35 متر (115 قدم). كان للقلعة بوابات لوبانسكي.
في عام 1689 وُسعت القلعة لتشمل كاتدرائية ودير الشفاعة، والتي أصبحت مقراً لرئيس الكنيسة المحلي، البروتوبوب. بالصدفة في نفس العام على مقربة من خاركيف في كولوماك، أُعلن عن إيفان مازيبا هيتمان أوكرانيا. تقع مؤسسة خاركيف التعليمية الرائدة، Collegium، بجوار كاتدرائية الشفاعة. نُقلت من بيلهورود إلى خاركيف عام 1726.

### في الإمبراطورية الروسية

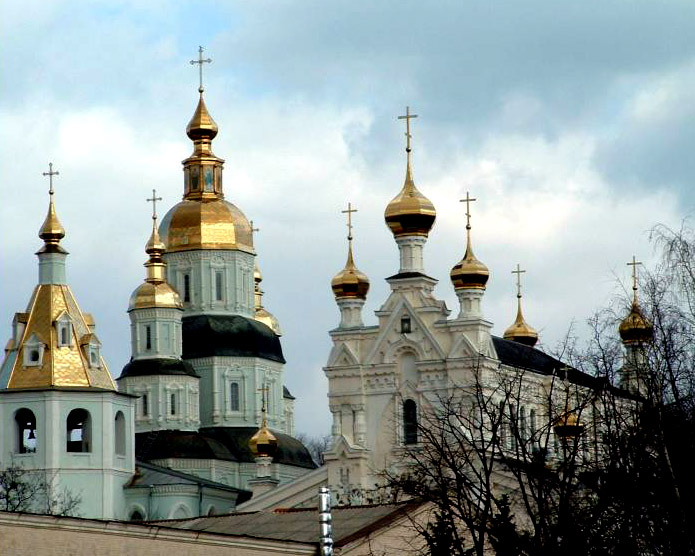
كاتدرائية الشفاعة مع برج الجرس وكنيسة أوزريانسكايا (على اليمين) التي بُنيت في خاركيف عام 1689

### أكتوبر الأحمر والفترة السوفيتية

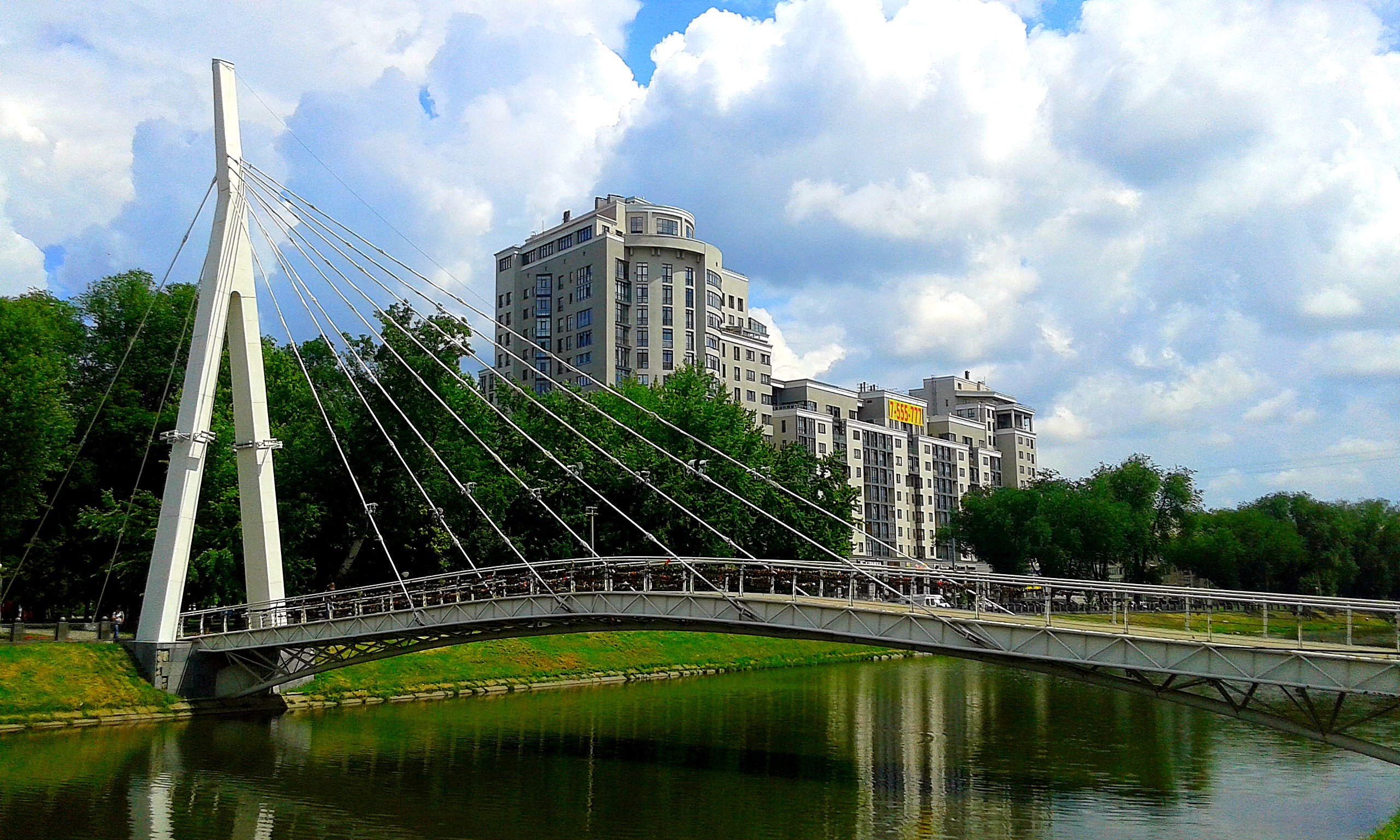
منظر لجسر مشاة حديث فوق نهر خاركيف في خاركيف

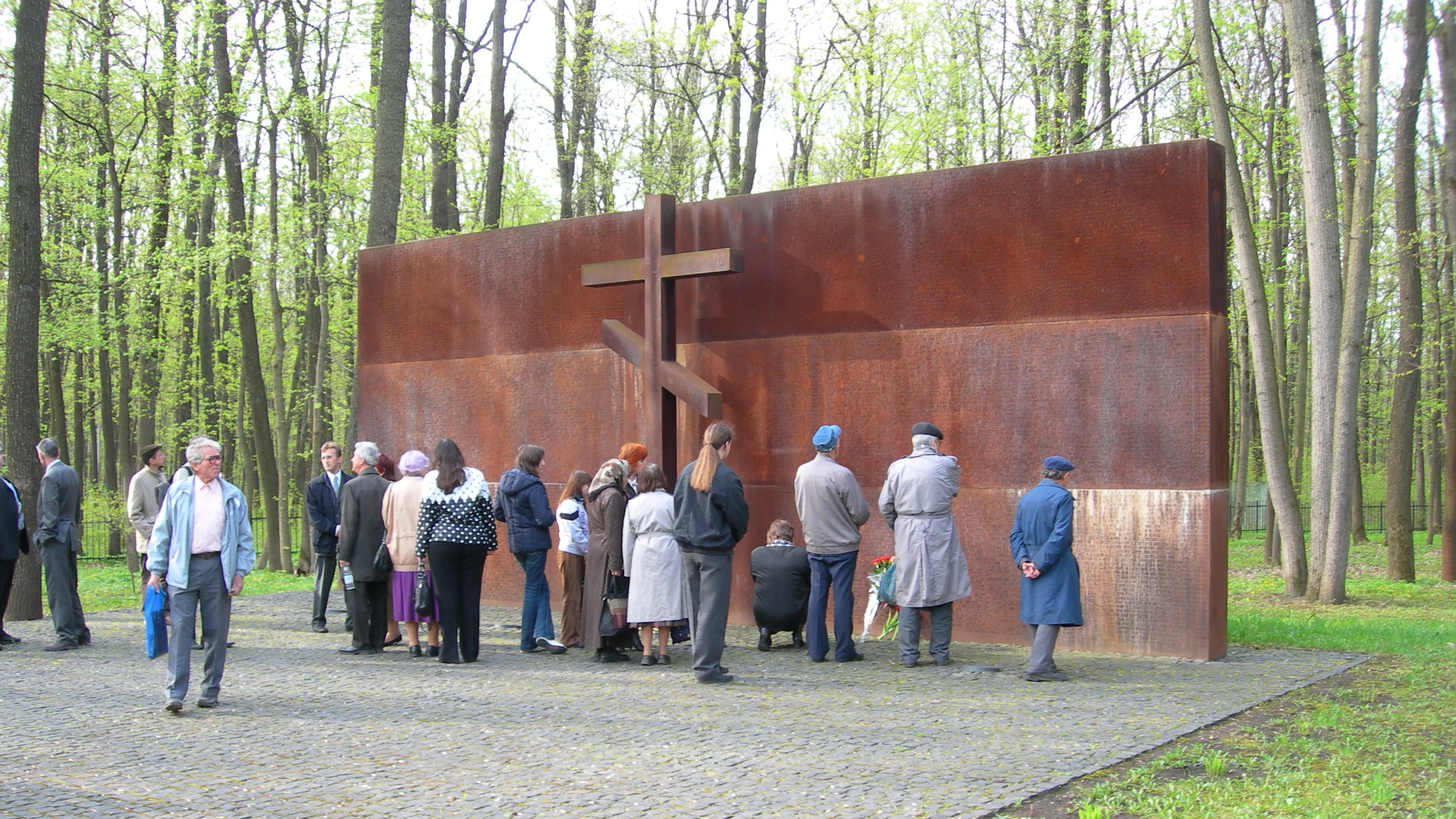
نصب تذكاري لآلاف المثقفين الأوكرانيين الذين قتلوا على يد المفوضية الشعبية للشؤون الداخلية في 1937-1938

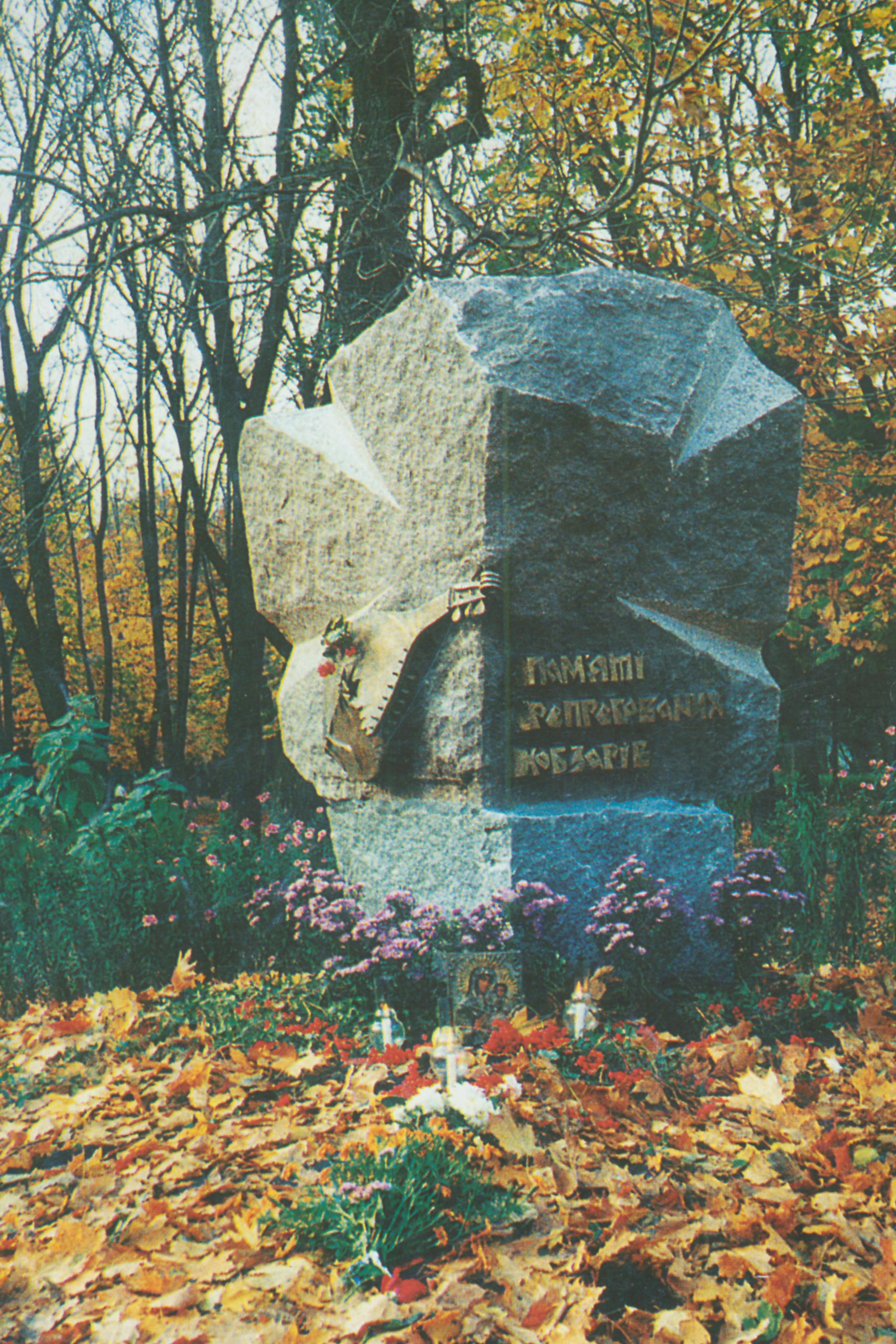
نصب تذكاري للكوبزر المضطهدين في خاركيف

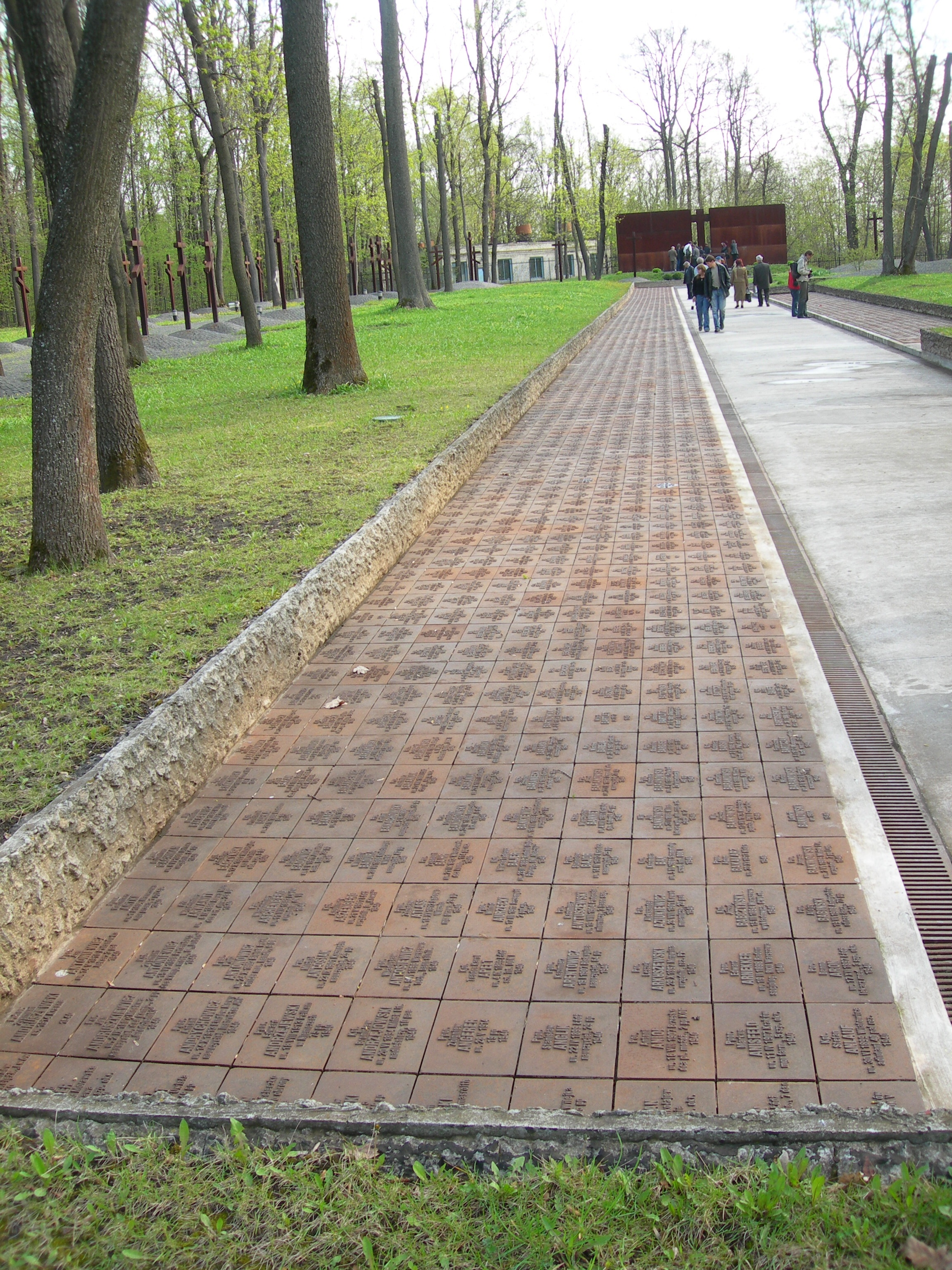
نصب تذكاري لآلاف الضباط البولنديين الذين أعدمهم المفوضية الشعبية للشؤون الداخلية في خاركيف كجزء من مذبحة كاتين

### الاحتلال الألماني

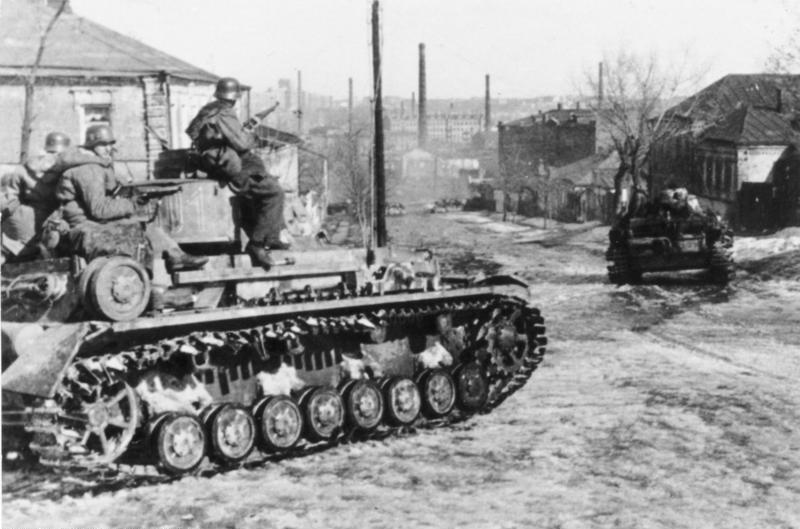
دبابات ألمانية في أزقة وشوارع المدينة في شهر مارس من عام 1943.

### الفترة السوفيتية ما بعد الحرب العالمية الثانية
في فترة ما بعد الحرب العالمية الثانية، أعيد بناء العديد من المنازل والمصانع المدمرة. تم التخطيط لإعادة بناء المدينة بأسلوب العمارة الستالينية الكلاسيكية.

### في أوكرانيا المستقلة
من خلال توسعها الإقليمي في 6 سبتمبر 2012، زادت المدينة مساحتها من حوالي 310 إلى 350 كيلومتر مربع (120 إلى 140 ميل2).

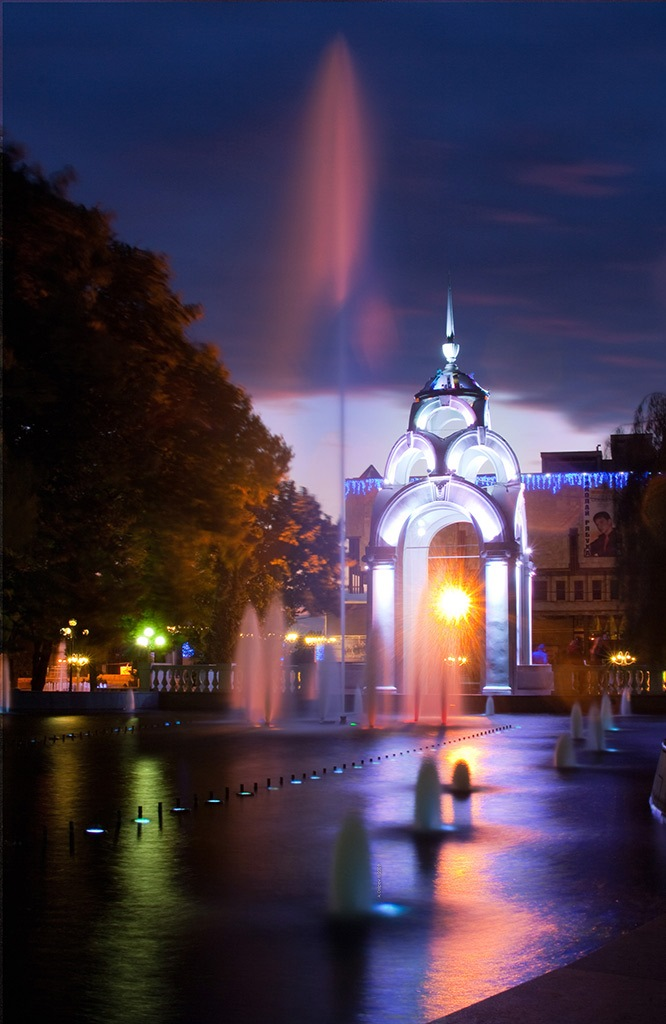
نافورة تيار المرآة

### اضطرابات 2014 الموالية لروسيا
تألفت احتجاجات الميدان الأوروبي في شتاء 2013-2014 ضد الرئيس آنذاك فيكتور يانوكوفيتش من تجمعات يومية لحوالي 200 متظاهر بالقرب من نهاية تمثال تاراس شيفتشينكو كانت سلمية في الغالب. كانت المظاهرات المؤيدة ليانوكوفيتش، التي نُظمت بالقرب من تمثال لينين، صغيرة بالمثل.

### السنوات الأخيرة
حتى 18 يوليو 2020، دُمجت خاركيف مدينةً ذات أهمية للأوبلاست [الإنجليزية]
 وكانت بمثابة المركز الإداري لرايون خاركيف على الرغم من أنها لا تنتمي إلى الرايون. في يوليو 2020، كجزء من الإصلاح الإداري لأوكرانيا، الذي خفض عدد رايون منطقة خاركيف إلى سبعة، دُمجت مدينة خاركيف في رايون خاركيف.
أسفر حريق عام 2021 عن مقتل 15 شخصًا.
توفي غينادي كيرنس، عمدة خاركيف لمدة عشر سنوات، في 17 ديسمبر 2020 في برلين بسبب كوفيد-19 . خلفه إيغور تيريخوف من حزب كيرنس التابع لكتلة كيرنس (خاركيف الناجح) في نوفمبر 2021.
خلال الغزو الروسي لأوكرانيا عام 2022، كانت خاركيف موقعًا لقتال عنيف بين القوات الأوكرانية والروسية.

## المعالم الثقافية والتذكارية

العمارة في وسط مدينة خاركيف
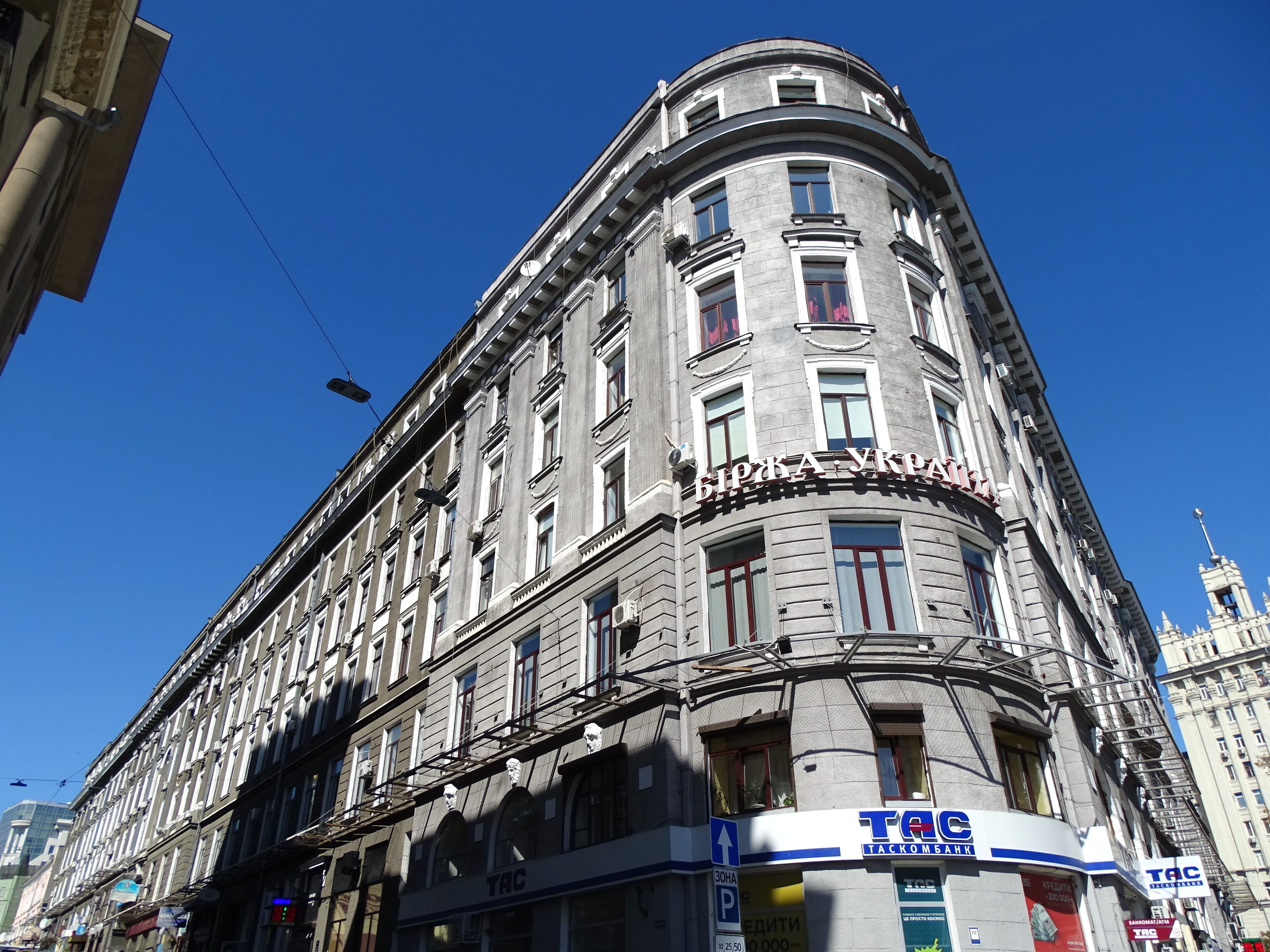
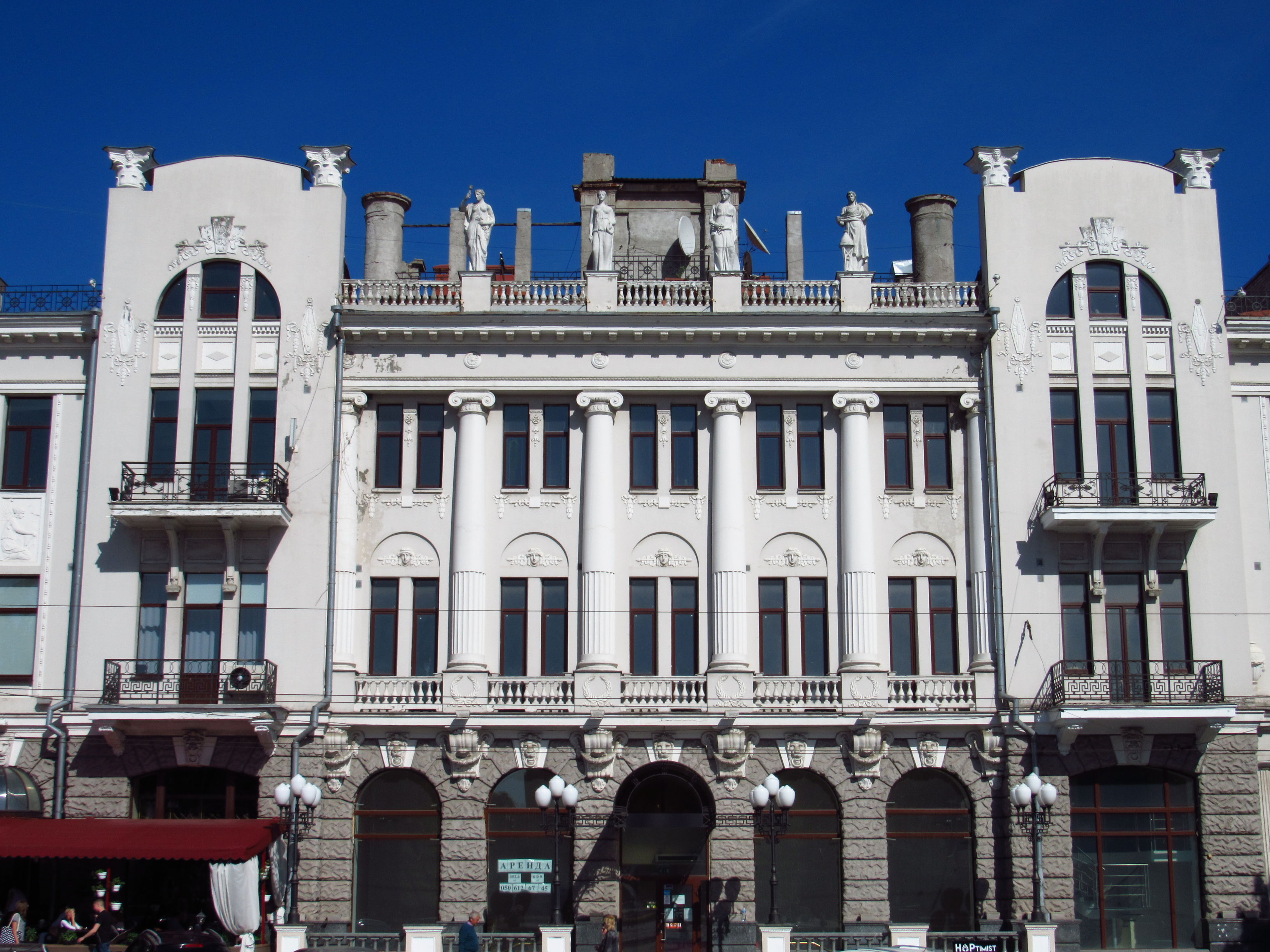
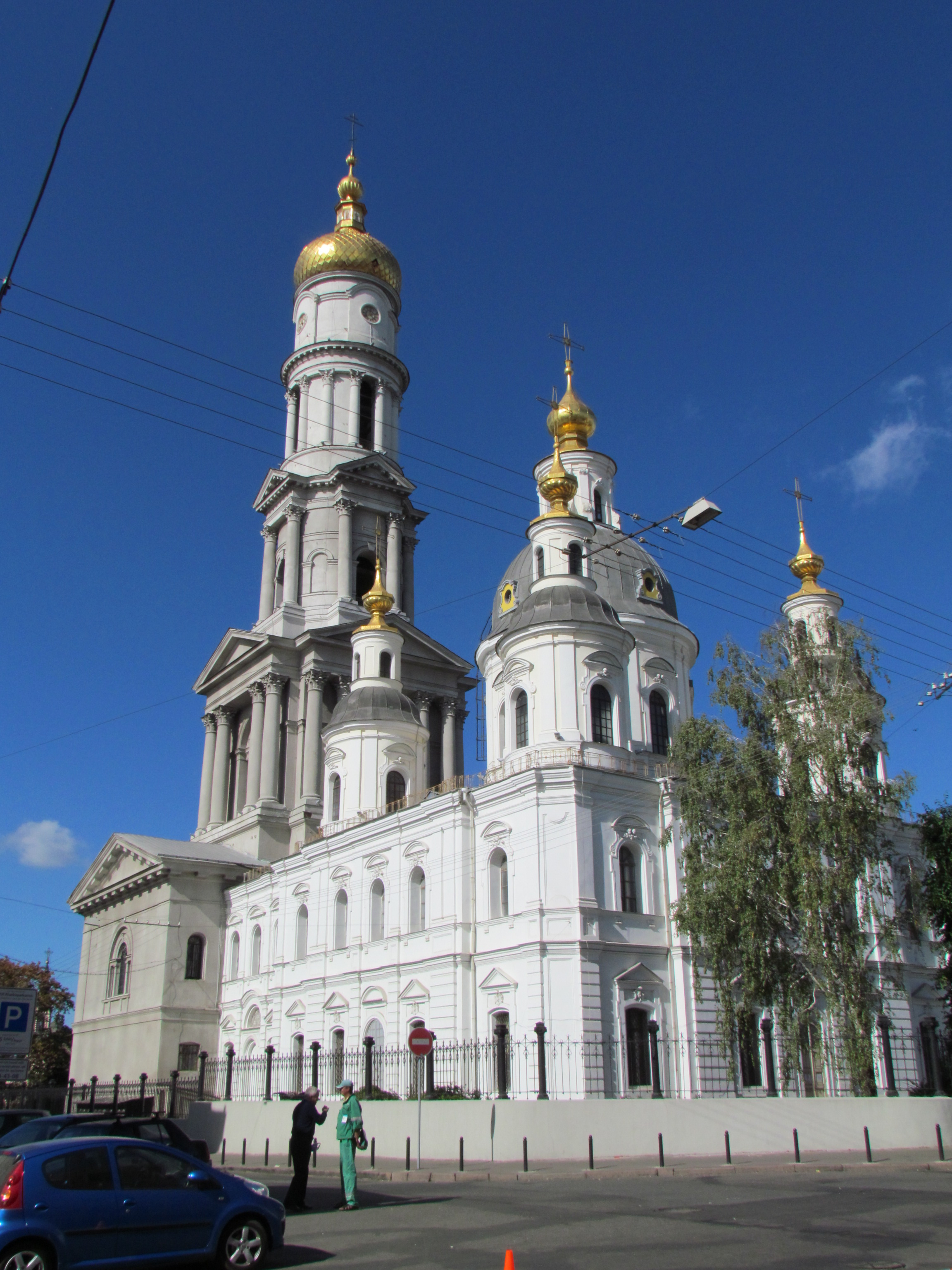
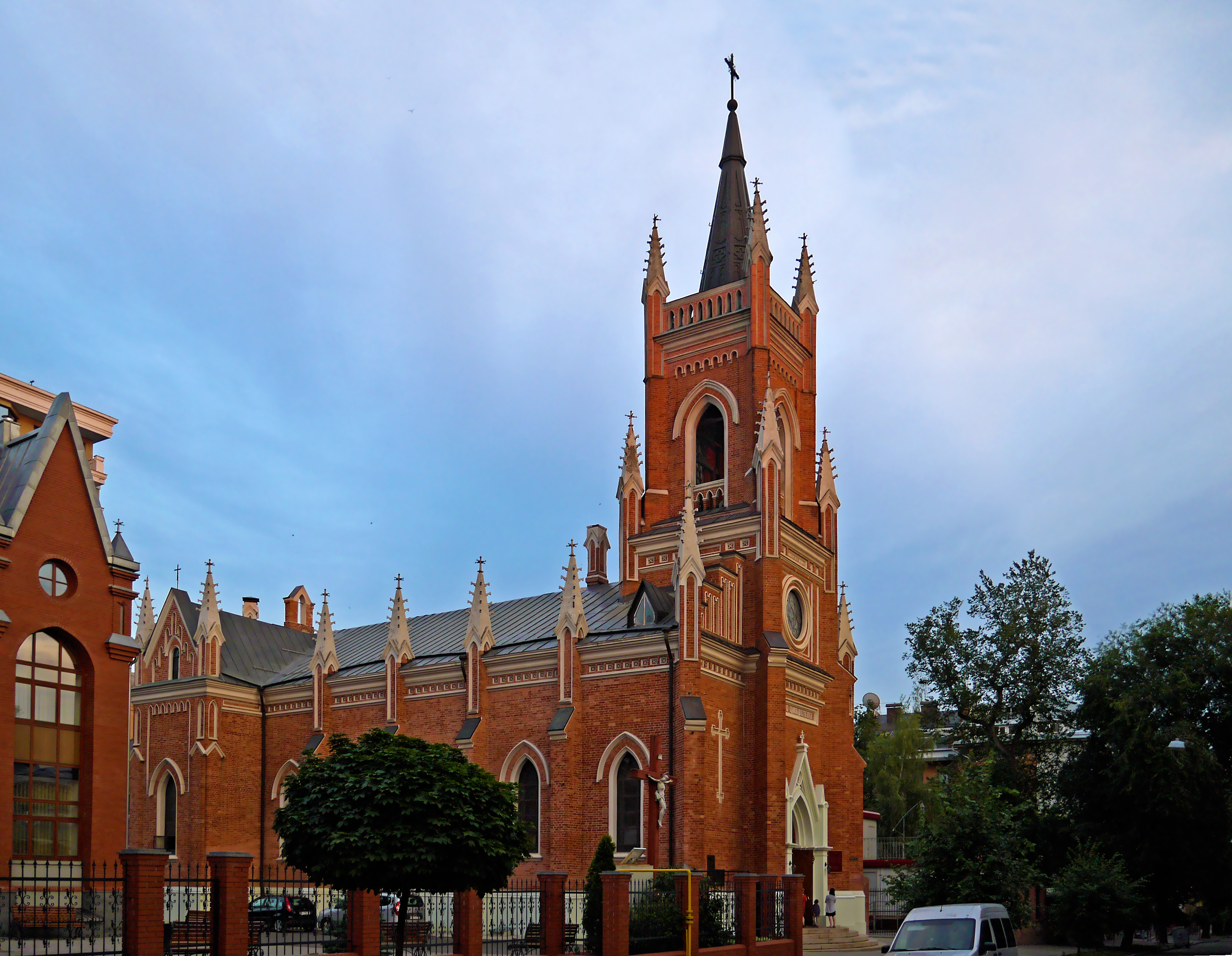
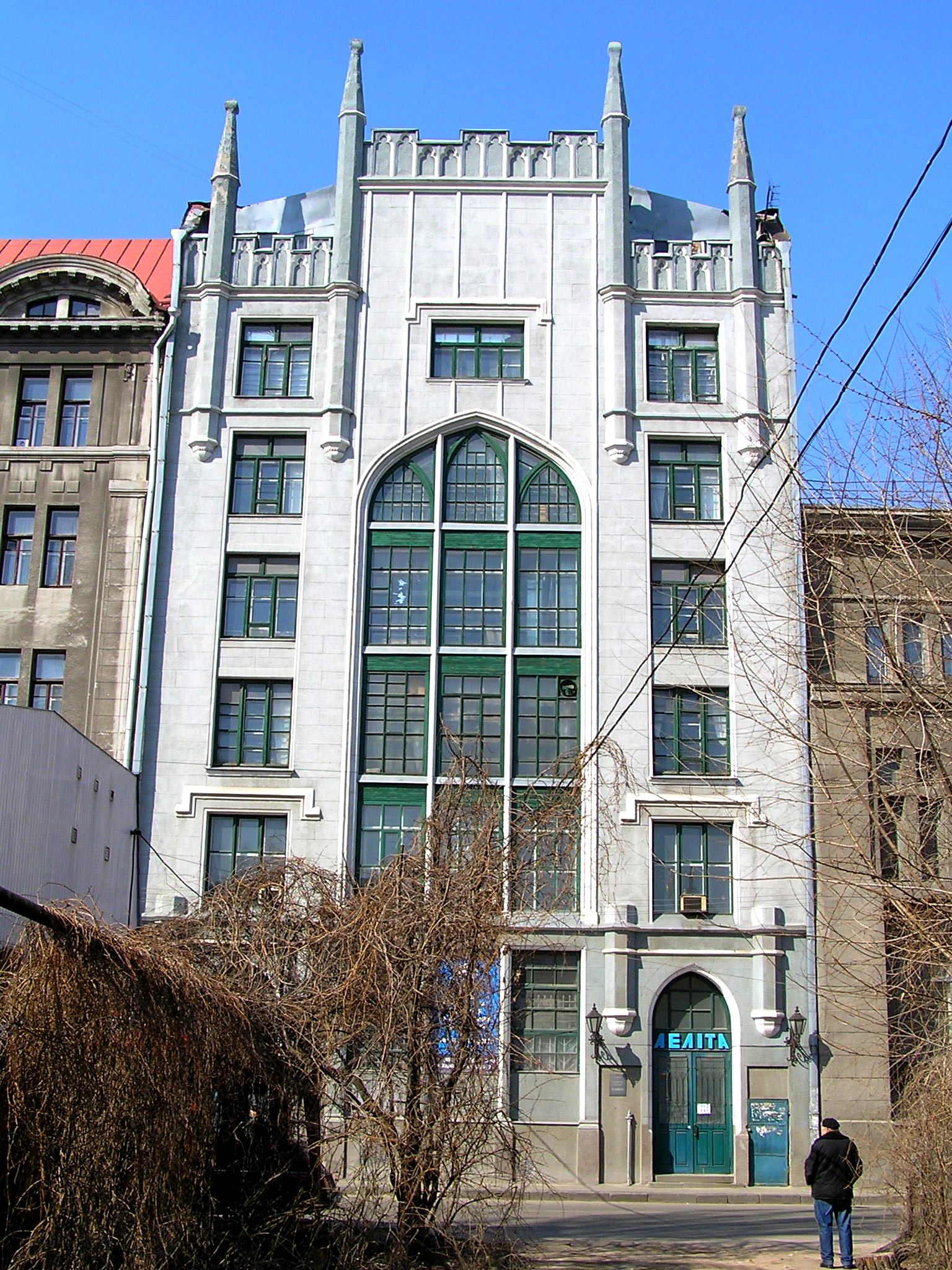
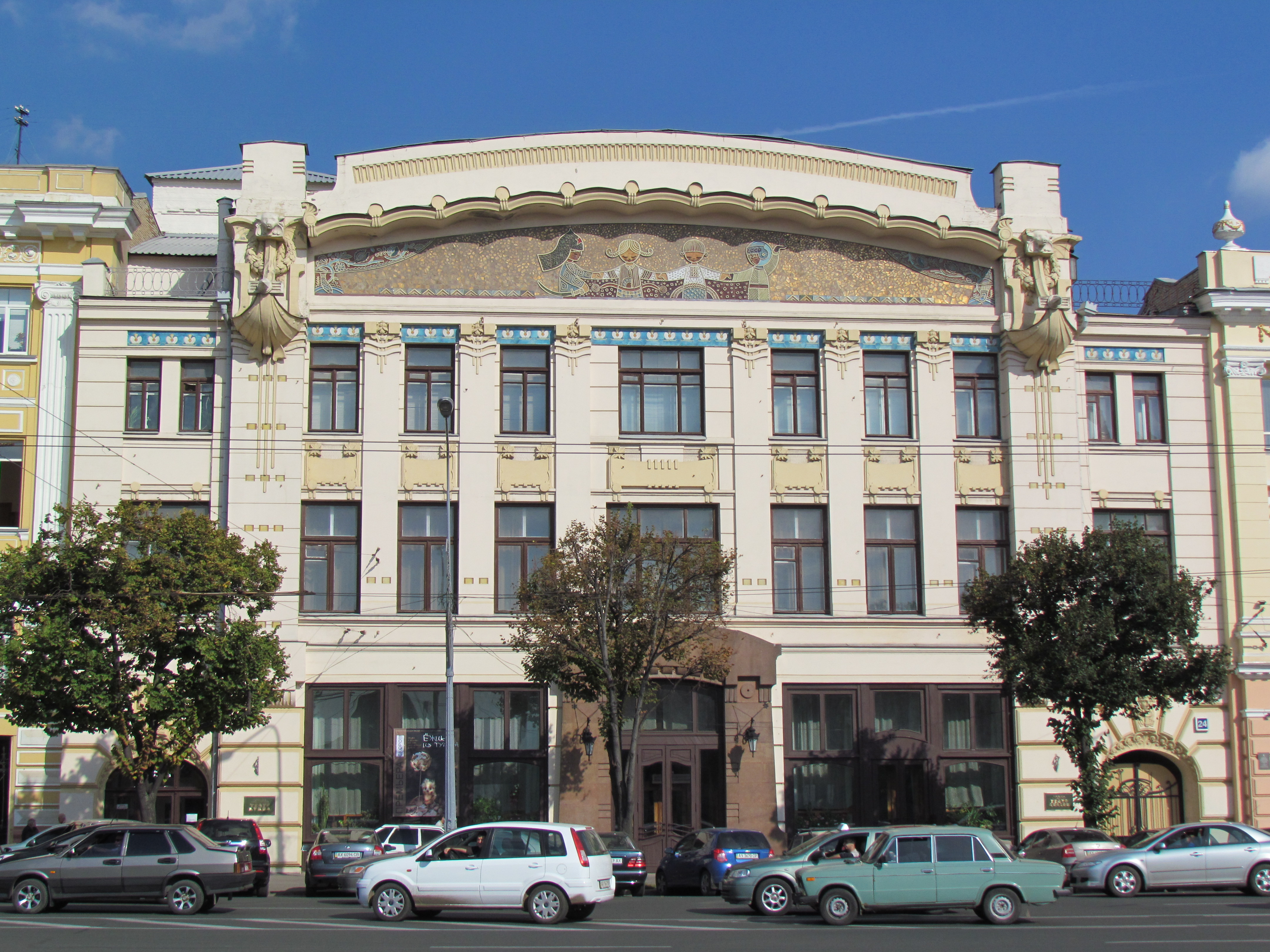
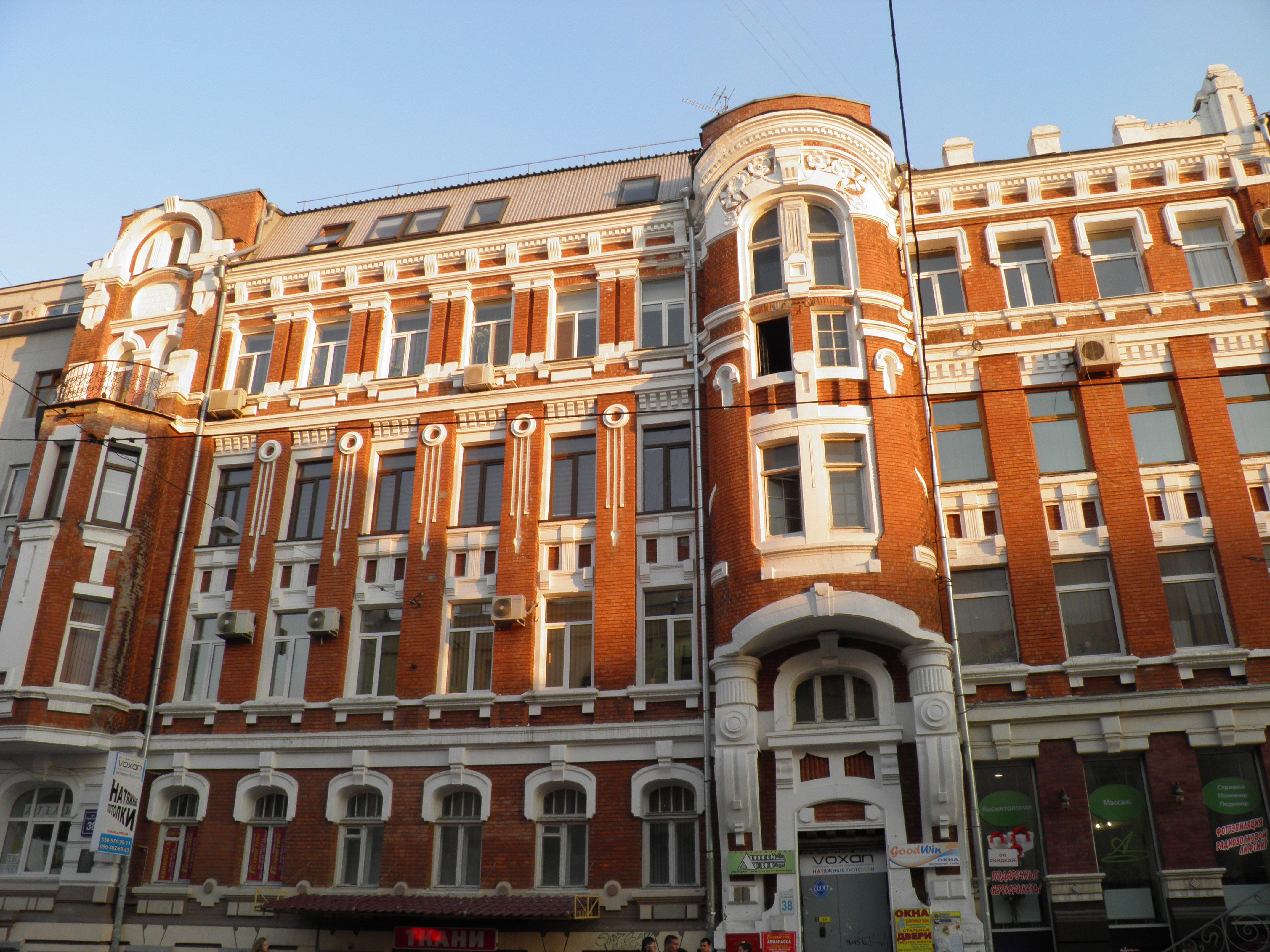
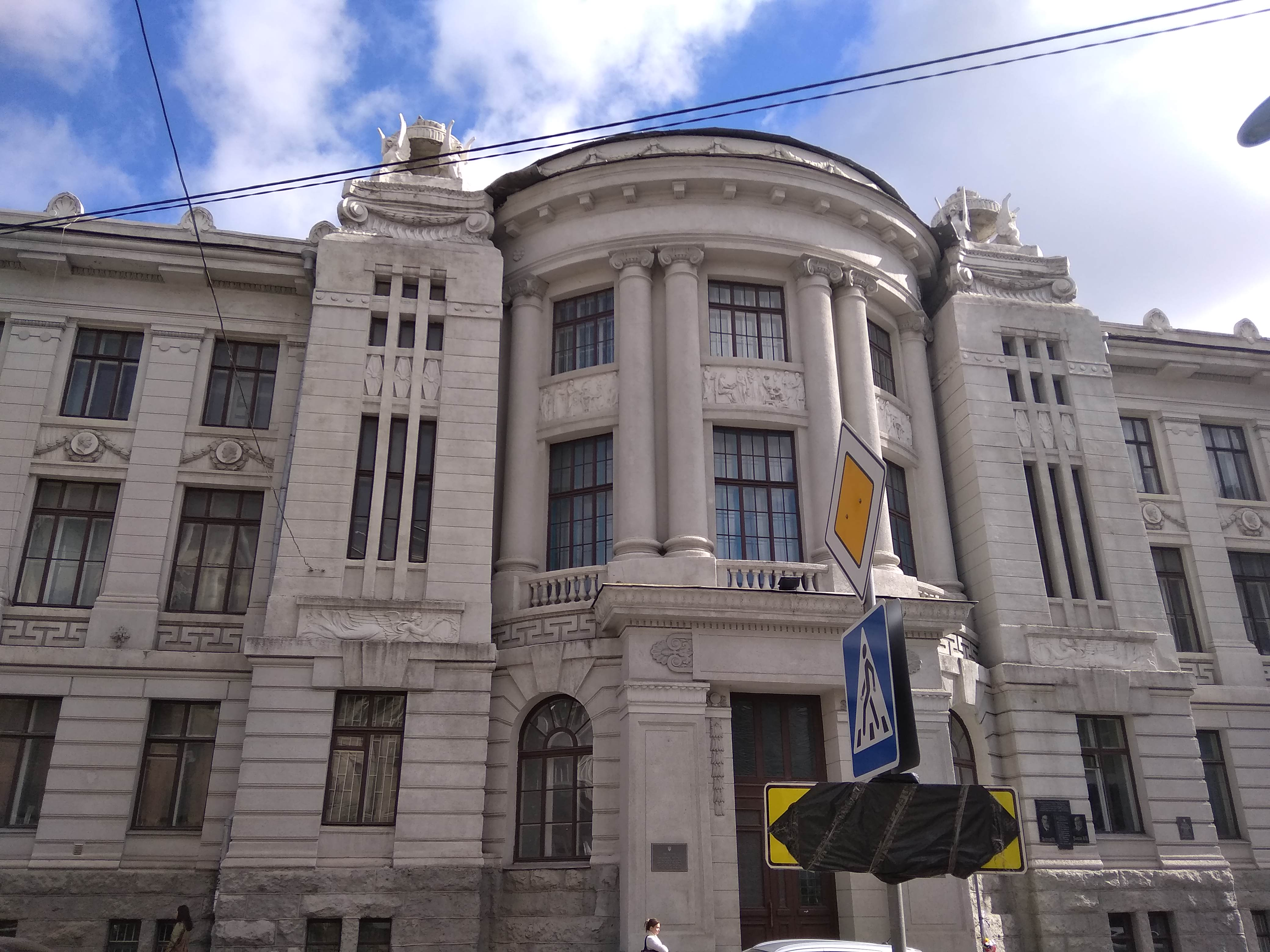
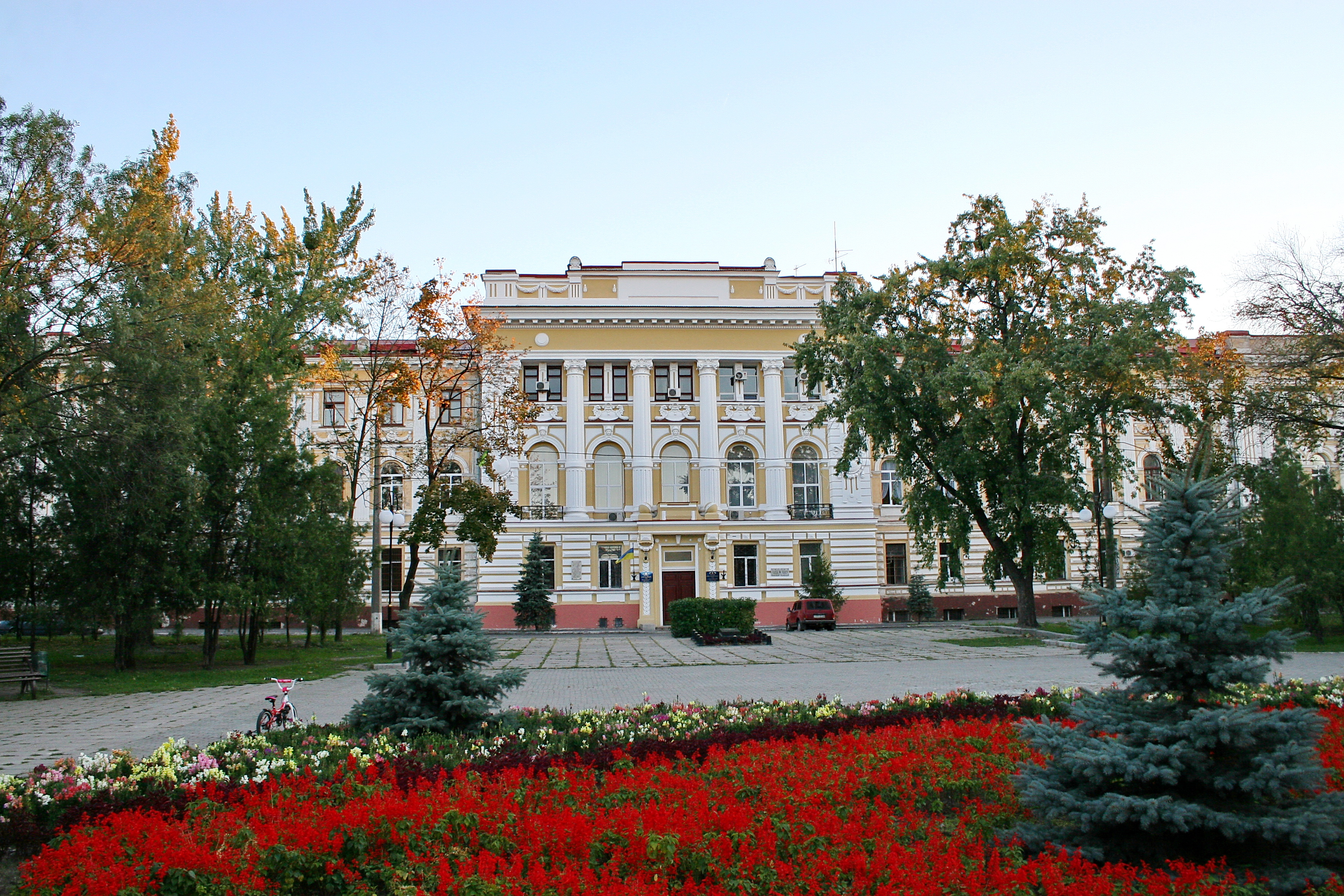
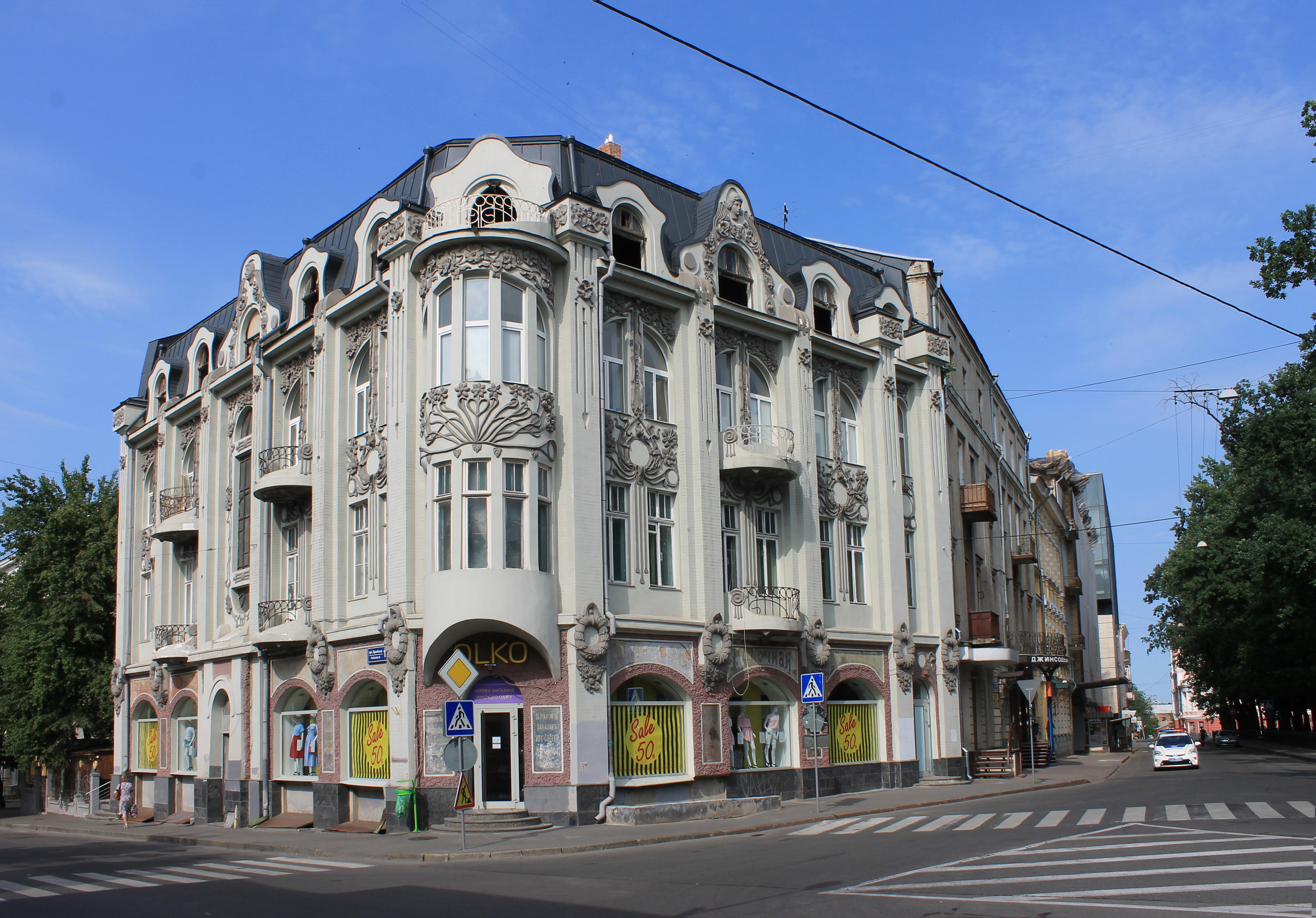
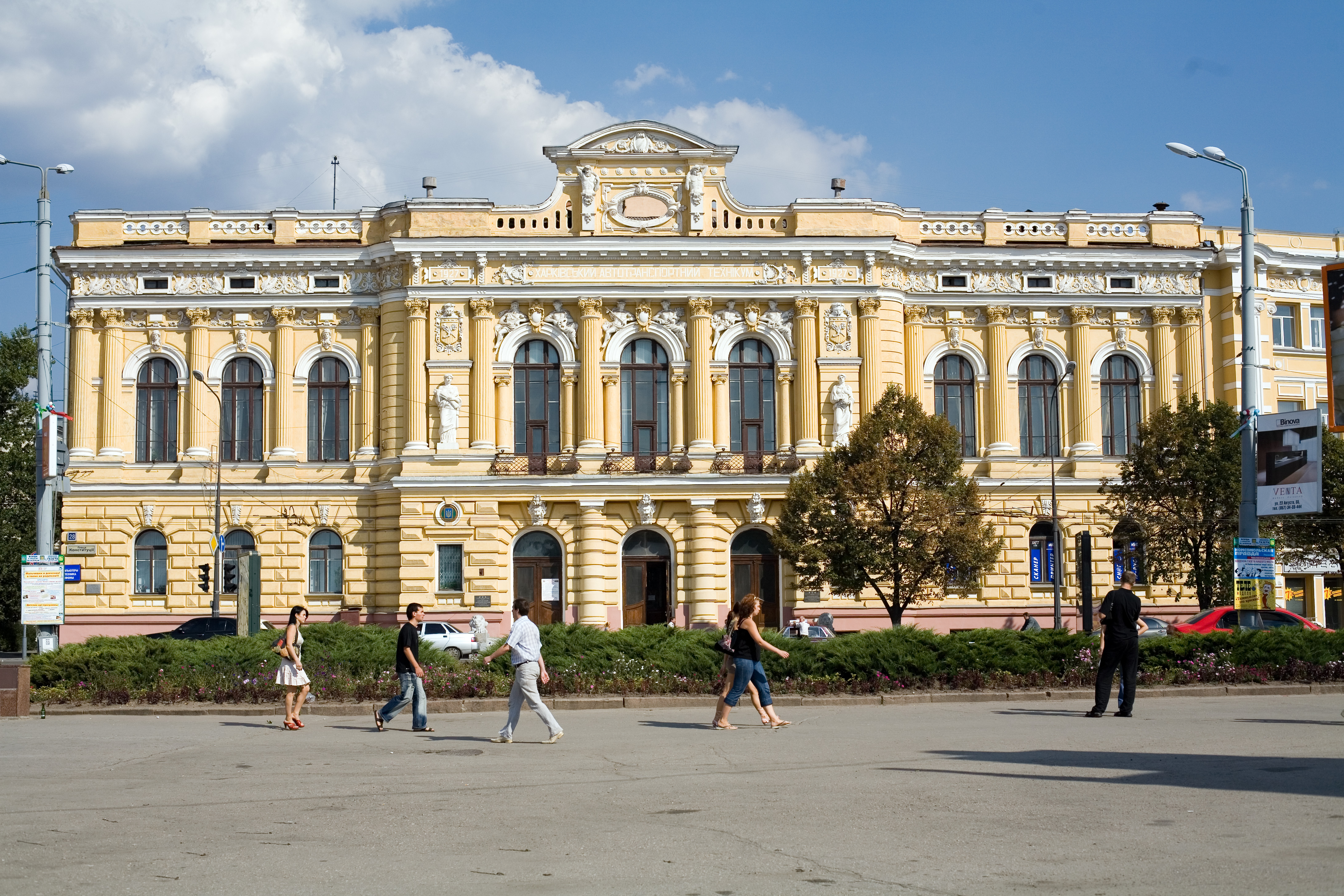

## الطقس والمناخ
| البيانات المناخية لـخاركيف (1991−2020, القصوى 1936–الحاضر)              | البيانات المناخية لـخاركيف (1991−2020, القصوى 1936–الحاضر) | البيانات المناخية لـخاركيف (1991−2020, القصوى 1936–الحاضر) | البيانات المناخية لـخاركيف (1991−2020, القصوى 1936–الحاضر) | البيانات المناخية لـخاركيف (1991−2020, القصوى 1936–الحاضر) | البيانات المناخية لـخاركيف (1991−2020, القصوى 1936–الحاضر) | البيانات المناخية لـخاركيف (1991−2020, القصوى 1936–الحاضر) | البيانات المناخية لـخاركيف (1991−2020, القصوى 1936–الحاضر) | البيانات المناخية لـخاركيف (1991−2020, القصوى 1936–الحاضر) | البيانات المناخية لـخاركيف (1991−2020, القصوى 1936–الحاضر) | البيانات المناخية لـخاركيف (1991−2020, القصوى 1936–الحاضر) | البيانات المناخية لـخاركيف (1991−2020, القصوى 1936–الحاضر) | البيانات المناخية لـخاركيف (1991−2020, القصوى 1936–الحاضر) | البيانات المناخية لـخاركيف (1991−2020, القصوى 1936–الحاضر) |
| الشهر                                                                   | يناير                                                      | فبراير                                                     | مارس                                                       | أبريل                                                      | مايو                                                       | يونيو                                                      | يوليو                                                      | أغسطس                                                      | سبتمبر                                                     | أكتوبر                                                     | نوفمبر                                                     | ديسمبر                                                     | المعدل السنوي                                              |
| ----------------------------------------------------------------------- | ---------------------------------------------------------- | ---------------------------------------------------------- | ---------------------------------------------------------- | ---------------------------------------------------------- | ---------------------------------------------------------- | ---------------------------------------------------------- | ---------------------------------------------------------- | ---------------------------------------------------------- | ---------------------------------------------------------- | ---------------------------------------------------------- | ---------------------------------------------------------- | ---------------------------------------------------------- | ---------------------------------------------------------- |
| الدرجة القصوى °م (°ف)                                                   | 11.1 (52.0)                                                | 14.6 (58.3)                                                | 21.8 (71.2)                                                | 30.5 (86.9)                                                | 34.5 (94.1)                                                | 39.8 (103.6)                                               | 38.4 (101.1)                                               | 39.8 (103.6)                                               | 34.5 (94.1)                                                | 29.3 (84.7)                                                | 20.3 (68.5)                                                | 13.4 (56.1)                                                | 39.8 (103.6)                                               |
| متوسط درجة الحرارة الكبرى °م (°ف)                                       | −2.1 (28.2)                                                | −0.8 (30.6)                                                | 5.2 (41.4)                                                 | 14.7 (58.5)                                                | 21.4 (70.5)                                                | 25.2 (77.4)                                                | 27.4 (81.3)                                                | 26.8 (80.2)                                                | 20.5 (68.9)                                                | 12.6 (54.7)                                                | 4.3 (39.7)                                                 | −0.7 (30.7)                                                | 12.9 (55.2)                                                |
| المتوسط اليومي °م (°ف)                                                  | −4.5 (23.9)                                                | −3.8 (25.2)                                                | 1.4 (34.5)                                                 | 9.7 (49.5)                                                 | 16.1 (61.0)                                                | 20.0 (68.0)                                                | 22.0 (71.6)                                                | 21.1 (70.0)                                                | 15.1 (59.2)                                                | 8.2 (46.8)                                                 | 1.6 (34.9)                                                 | −2.9 (26.8)                                                | 8.7 (47.7)                                                 |
| متوسط درجة الحرارة الصغرى °م (°ف)                                       | −6.8 (19.8)                                                | −6.6 (20.1)                                                | −1.9 (28.6)                                                | 4.8 (40.6)                                                 | 10.7 (51.3)                                                | 14.7 (58.5)                                                | 16.6 (61.9)                                                | 15.4 (59.7)                                                | 10.2 (50.4)                                                | 4.4 (39.9)                                                 | −0.8 (30.6)                                                | −5.1 (22.8)                                                | 4.6 (40.3)                                                 |
| أدنى درجة حرارة °م (°ف)                                                 | −35.6 (−32.1)                                              | −29.8 (−21.6)                                              | −32.2 (−26.0)                                              | −11.4 (11.5)                                               | −1.9 (28.6)                                                | 2.2 (36.0)                                                 | 5.7 (42.3)                                                 | 2.2 (36.0)                                                 | −2.9 (26.8)                                                | −9.1 (15.6)                                                | −20.9 (−5.6)                                               | −30.8 (−23.4)                                              | −35.6 (−32.1)                                              |
| الهطول مم (إنش)                                                         | 37 (1.5)                                                   | 33 (1.3)                                                   | 36 (1.4)                                                   | 32 (1.3)                                                   | 54 (2.1)                                                   | 58 (2.3)                                                   | 63 (2.5)                                                   | 39 (1.5)                                                   | 44 (1.7)                                                   | 44 (1.7)                                                   | 39 (1.5)                                                   | 40 (1.6)                                                   | 519 (20.4)                                                 |
| متوسط الأيام الممطرة                                                    | 10                                                         | 8                                                          | 10                                                         | 13                                                         | 14                                                         | 15                                                         | 13                                                         | 10                                                         | 12                                                         | 13                                                         | 13                                                         | 12                                                         | 143                                                        |
| متوسط الأيام المثلجة                                                    | 19                                                         | 18                                                         | 12                                                         | 2                                                          | 0.1                                                        | 0                                                          | 0                                                          | 0                                                          | 0.03                                                       | 2                                                          | 9                                                          | 18                                                         | 80                                                         |
| متوسط الرطوبة النسبية (%)                                               | 85.6                                                       | 83.0                                                       | 77.3                                                       | 65.7                                                       | 60.9                                                       | 65.2                                                       | 65.3                                                       | 62.9                                                       | 70.2                                                       | 77.6                                                       | 85.7                                                       | 86.5                                                       | 73.8                                                       |
| ساعات سطوع الشمس الشهرية                                                | 41.5                                                       | 63.3                                                       | 123.5                                                      | 166.7                                                      | 252.9                                                      | 266.6                                                      | 278.0                                                      | 262.4                                                      | 176.6                                                      | 112.8                                                      | 51.0                                                       | 31.4                                                       | 1٬826٫7                                                    |
| المصدر #1: Pogoda.ru.net                                                |                                                            |                                                            |                                                            |                                                            |                                                            |                                                            |                                                            |                                                            |                                                            |                                                            |                                                            |                                                            |                                                            |
| المصدر #2: المنظمة العالمية للأرصاد الجوية (humidity and sun 1981–2010) |                                                            |                                                            |                                                            |                                                            |                                                            |                                                            |                                                            |                                                            |                                                            |                                                            |                                                            |                                                            |                                                            |

## التعليم والجامعات
يوجد في خاركوف العديد من المؤسسات التعليمية المعروفة أشهرها جامعة خاركوف.

## النقل
تعد أنفاق المترو في مدينة خاركيف وسيلة نقل أساسية في حياة سكان هذه المدينة.
افتتح مترو الانفاق عام 1975. ويحتوي مترو الانفاق على 30 محطة تقريباً، آخرها افتتحت اواخر 2016. ويقسّم مترو الأنفاق إلى ثلاث خطوط رئيسية:
- خط السالتيفسكا
- خط الاليكسيفسكا
- خط الخولودنوغيرسكا زافودسكا

ويمتد المترو على مسافة 37.6 كلم، ويعمل المترو يومياً منذ الساعة الخامسة والنصف صباحاً حتى منتصف الليل.

## التركيبة السكانية
وفقًا لتعداد الاتحاد السوفيتي لعام 1989، كان عدد سكان المدينة 1،593،970 نسمة. في عام 1991، انخفض إلى 1.510.200، بما في ذلك 1494.200 مقيم دائم. خاركيف هي ثاني أكبر مدينة في أوكرانيا بعد العاصمة كييف. أُجري أول تعداد سكاني مستقل لجميع الأوكرانيين في ديسمبر 2001، ومن المقرر إجراء التعداد العام المقبل للسكان الأوكرانيين في عام 2020. اعتبارًا من عام 2001، كان سكان منطقة خاركيف على النحو التالي: 78.5 ٪ يعيشون في المناطق الحضرية، و 21.5 ٪ يعيشون في المناطق الريفية.

### الأعراق
| مجموعة عرقية | 1897  | 1926  | 1939  | 1959  | 1989  | 2001  |
| ------------ | ----- | ----- | ----- | ----- | ----- | ----- |
| الأوكرانيون  | 25.9٪ | 38.6٪ | 48.5٪ | 48.4٪ | 50.4٪ | 62.8٪ |
| الروس        | 63.2٪ | 37.2٪ | 32.9٪ | 40.4٪ | 43.6٪ | 33.2٪ |
| اليهود       | 5.7٪  | 19.5٪ | 15.6٪ | 8.7٪  | 3.0٪  | 0.7٪  |